# Очаковская улица (Санкт-Петербург)
Оча́ковская у́лица — улица в Центральном районе Санкт-Петербурга. Проходит от Кавалергардской улицы до Одесской улицы.

## История
Наименована 15 декабря 1883 года, как указано в решении,

…на том основании, что таковая упирается в Одесскую улицу, названную именем города, стоящего вблизи Очакова, и находится в соседстве с улицами: Таврическую, Екатеринославскую, и Херсонскою (Южная Россия), окончательно же признание Турциею господства России над нынешними южными частями ея территориями связано со взятием Очакова.

## Объекты
- дом № 1 — Санкт-Петербургский государственный университет сервиса и экономики;
- дом № 6 — Здание школы и приюта Общества Белого креста (1904, гражд. инж. А. И. Носалевич), в советское время — детская больница Смольнинского района; с 2001 — жилой дом (арх. А. Ц. Каплицкая и Н. В. Дмитриева, инж. Б. М. Трошин)[1]
- дом № 8 (Тверская ул., 15) — дом учреждений Министерства внутренних дел, 1915—1917 гг., арх. А. В. Коневский.  7831716000
- дом № 9 — бывшее подворье Воронцовского Благовещенского женского монастыря (в настоящее время здание занято «Домом спорта» СПбГУ[2]).  7831715000
- дом № 10 (Одесская ул., 2; Тверская ул., 17) — жилой дом (1967-1968, арх. Г. А. Васильев); на фасаде по Очаковской улице установлена мемориальная доска Г. Н. Булдакову[3].

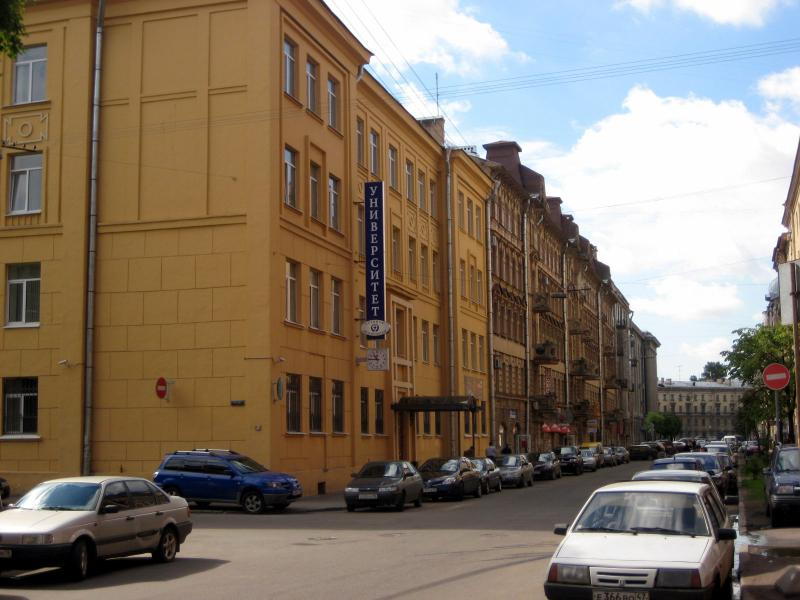
Дом 1 — здание СПбГУСЭ
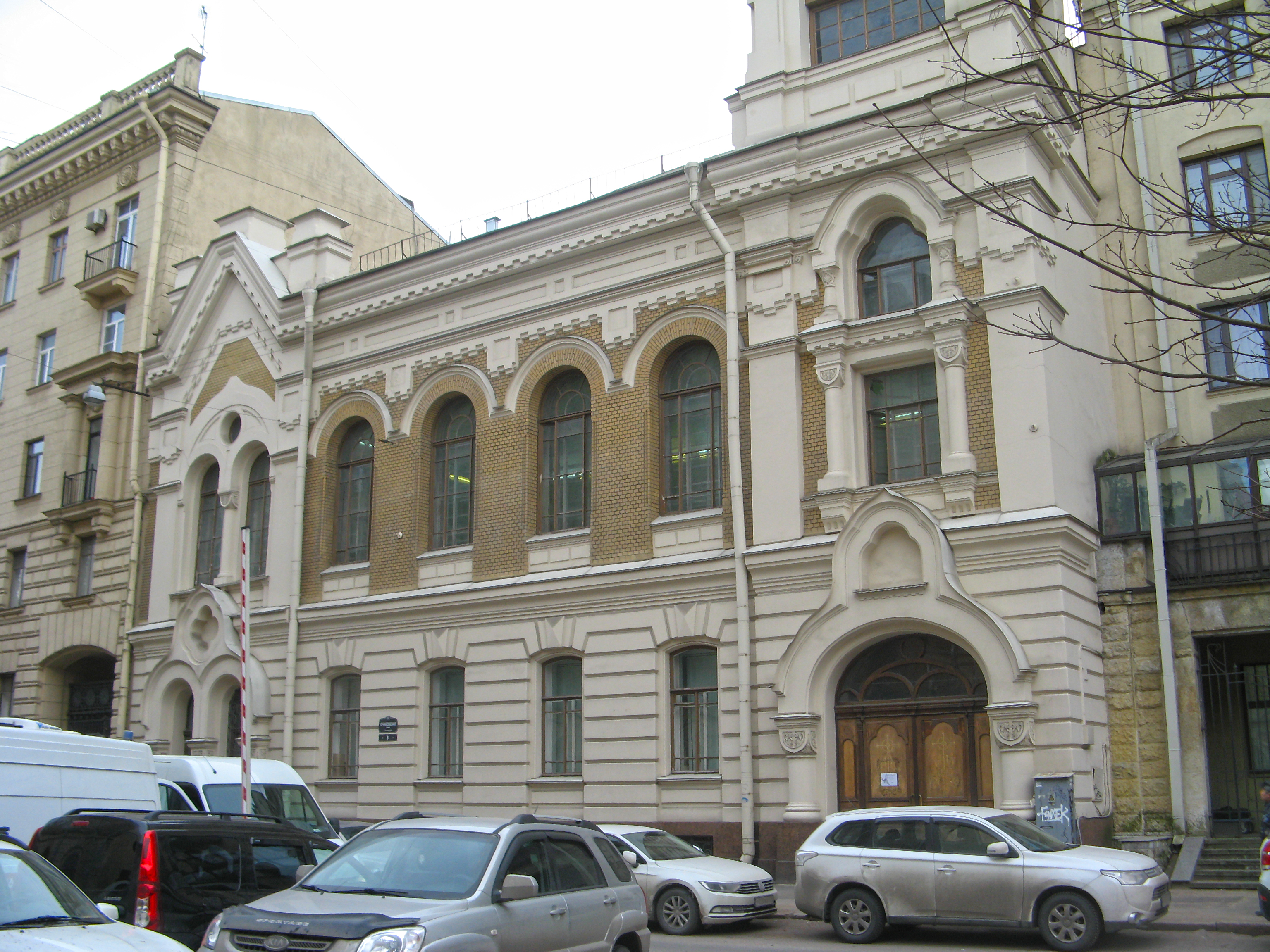
Дом 9 — бывшее Подворье Воронцовского Благовещенского женского монастыря с церковью Божией Матери Тихвинской
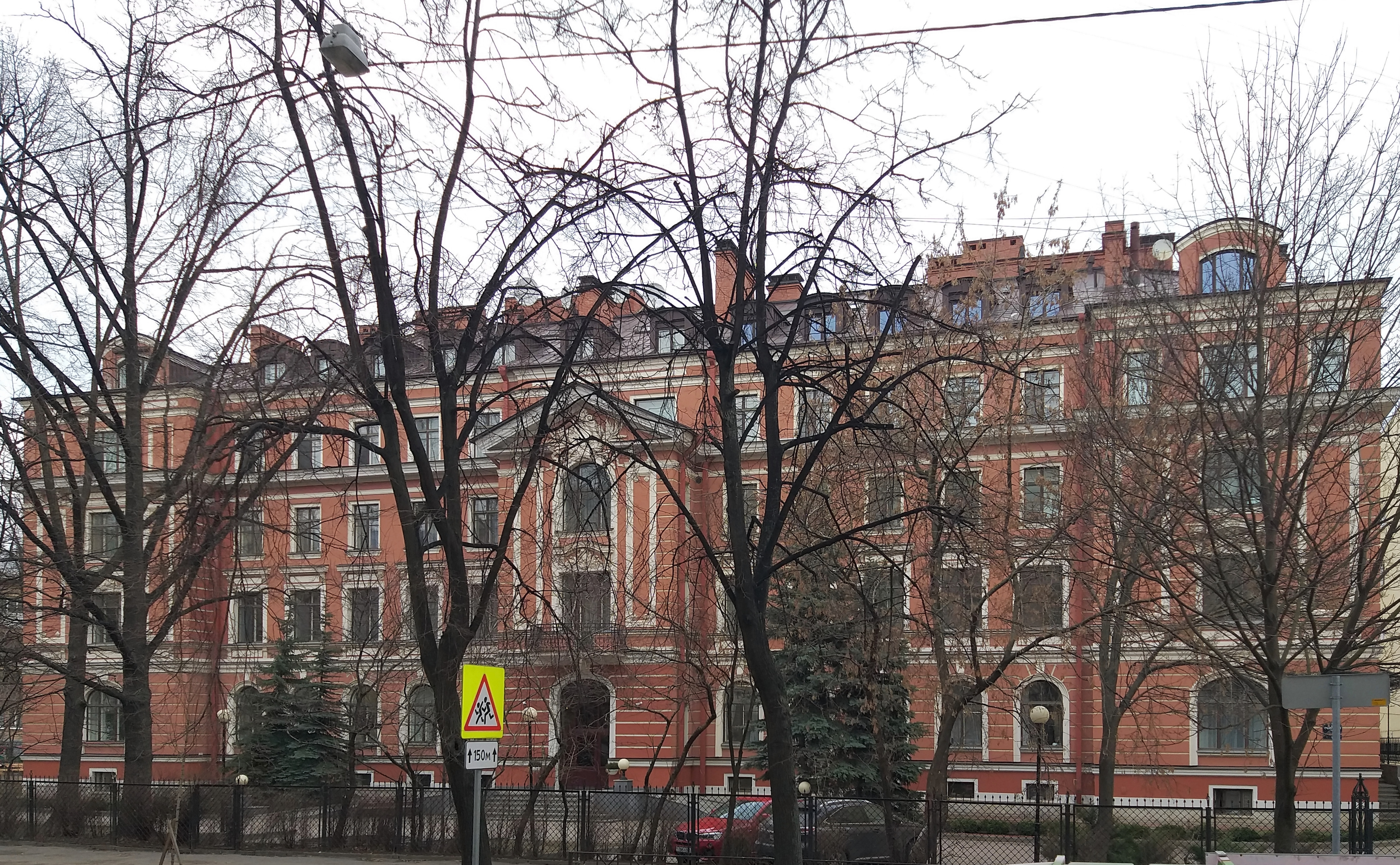
Дом 6 — жилой дом, б. здание школы и приюта Общества Белого креста
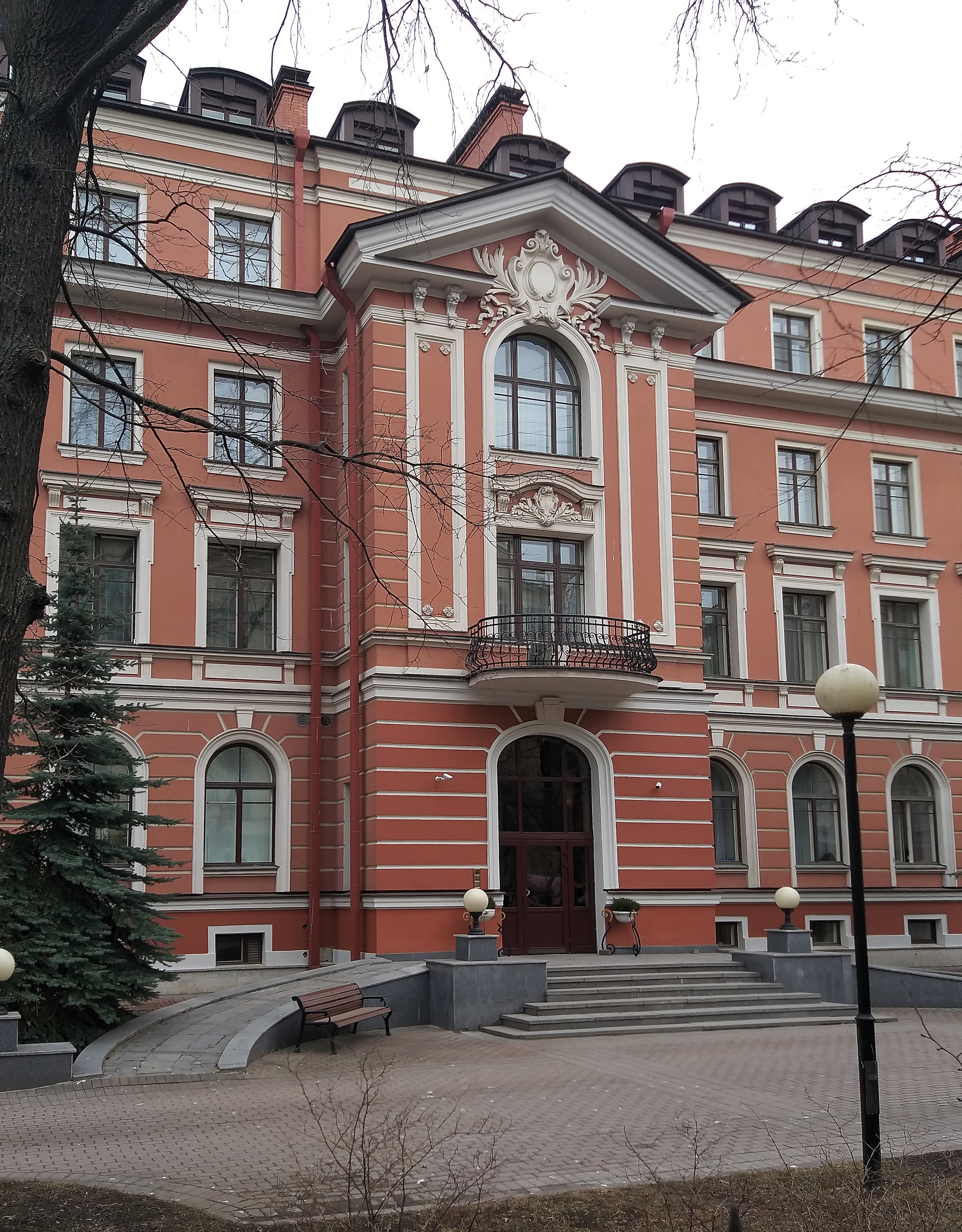
Дом 6 (центральная часть)
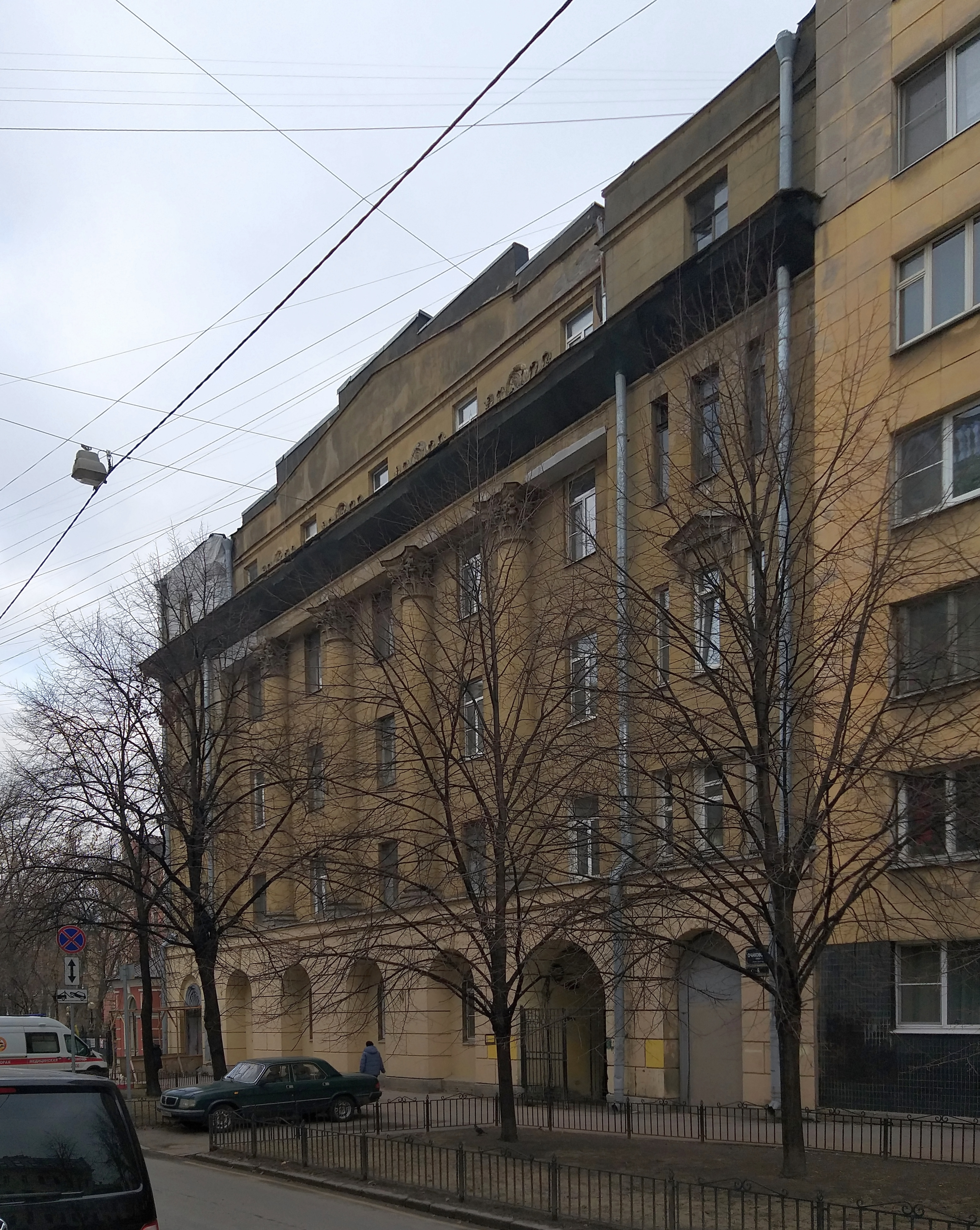
Дом 8 — дом учреждений Министерства внутренних дел
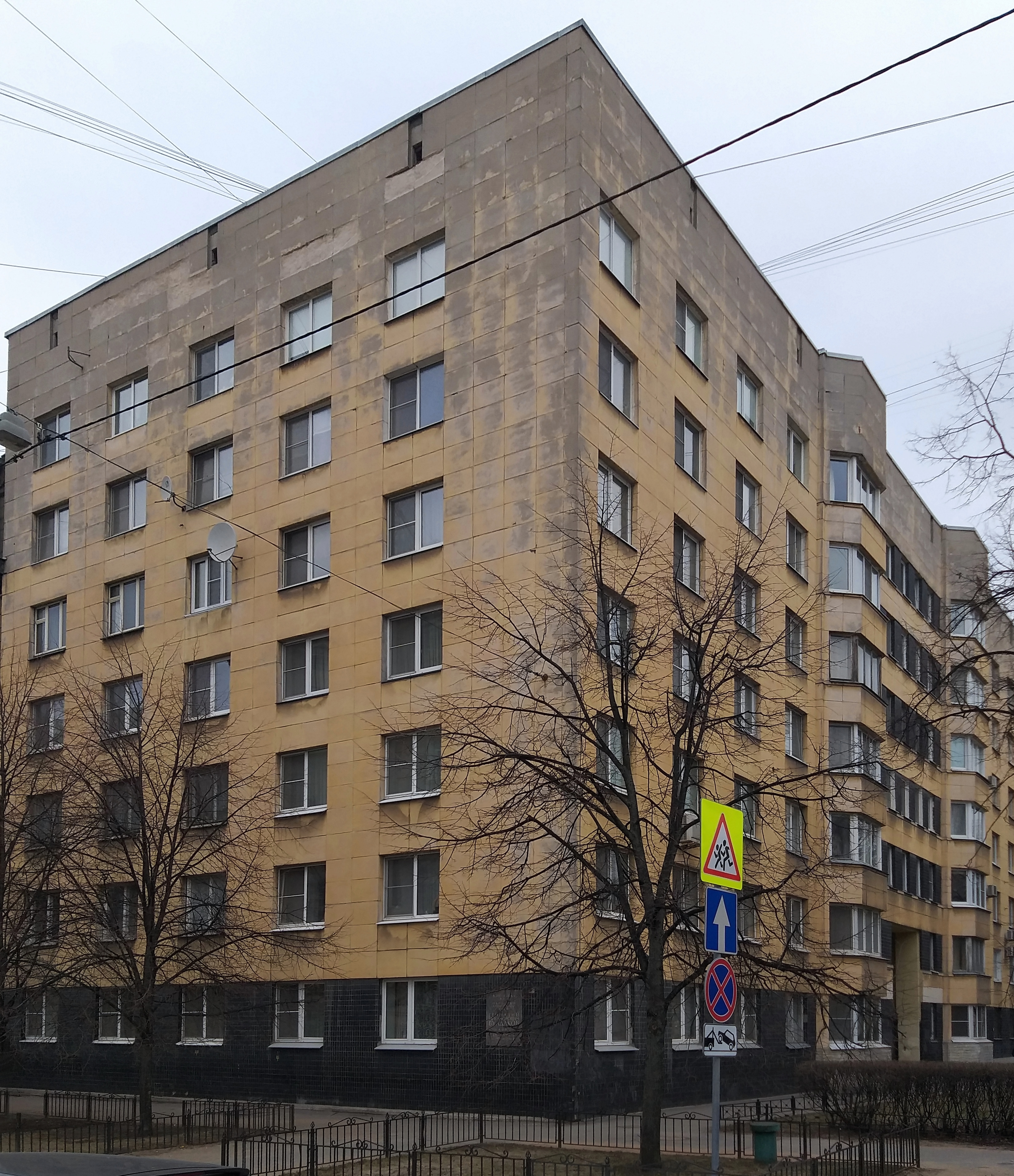
Дом на углу с Одесской ул., с мемориальной доской Г. Н. Булдакову